# Kig ha farz
Le kig ha farz ou kig-ha-farz est une spécialité régionale originaire du pays de Léon, en Bretagne, région  historique située à l’ouest de Morlaix et au nord de Brest, en Basse-Bretagne. Son nom signifie littéralement en breton « viande et far » (kig, « viande, chair » ; ha, « et » ; farz, « far »).

## Composition

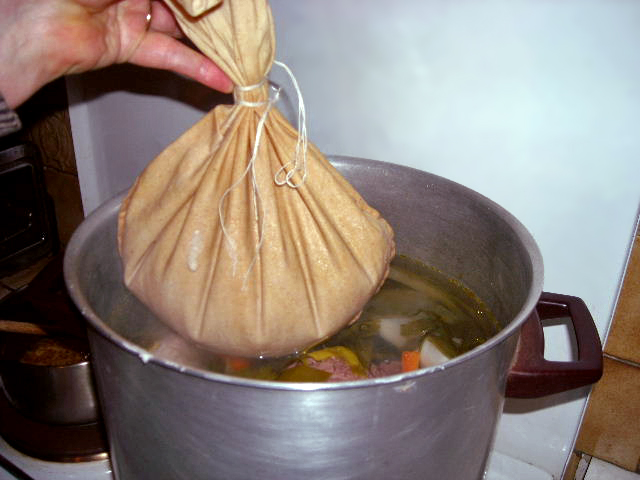
Le sac de farine plongé dans le bouillon.

Cette recette typique fut autrefois considérée comme la nourriture du pauvre. Sorte de « pot-au-feu breton », elle se démarque par l'utilisation d'une pâte à base de farine de blé noir (farz gwinizh-du). Celle-ci est traditionnellement cuite dans un sac en tissu dans le même bouillon que la viande de bœuf et/ou le jarret de porc salé. On ajoute généralement des légumes tels que la carotte ou le chou, parachevant la ressemblance avec le pot-au-feu classique.
Plusieurs recettes existent, comme le précise Le Gonidec dans son dictionnaire paru en 1821 : « Pâte faite de farine de froment ou de sarrasin, que l'on met dans un petit sac de toile, pour la faire cuire dans le bouillon. On en fait cuire aussi au four : on y mêle alors ordinairement des prunes ou des raisins secs. »

### Far noir
Une fois cuit, le « farz » prend la forme cylindrique du sac. Il peut être présenté en tranches et suppléer ainsi le pain.
Certains l'apprécient aussi émietté (bruzhun ou bruzhuned ou brujun en breton) ce que l'on obtient en roulant le sac à la main ou en émiettant le far à la fourchette. Le terme brujuner, parfois utilisé pour désigner cette action, est un bretonnisme.
Son goût s'apparente à celui de la galette de sarrasin.

### Far blanc
Il existe une variante de ce far ; il s'agit du farz dit « blanc » (farz gwinizh), à base de farine de blé. 
Son goût s'apparente à celui des crêpes, moins original et légèrement sucré. Il se déguste également en tranche, et peut être doré à la poêle avec une noisette de beurre (farz fritet).

### Lipig
Le far est arrosé d'une sauce à base de beurre salé fondu, d'échalotes ou d'oignons et parfois de lardons appelée le lipig.

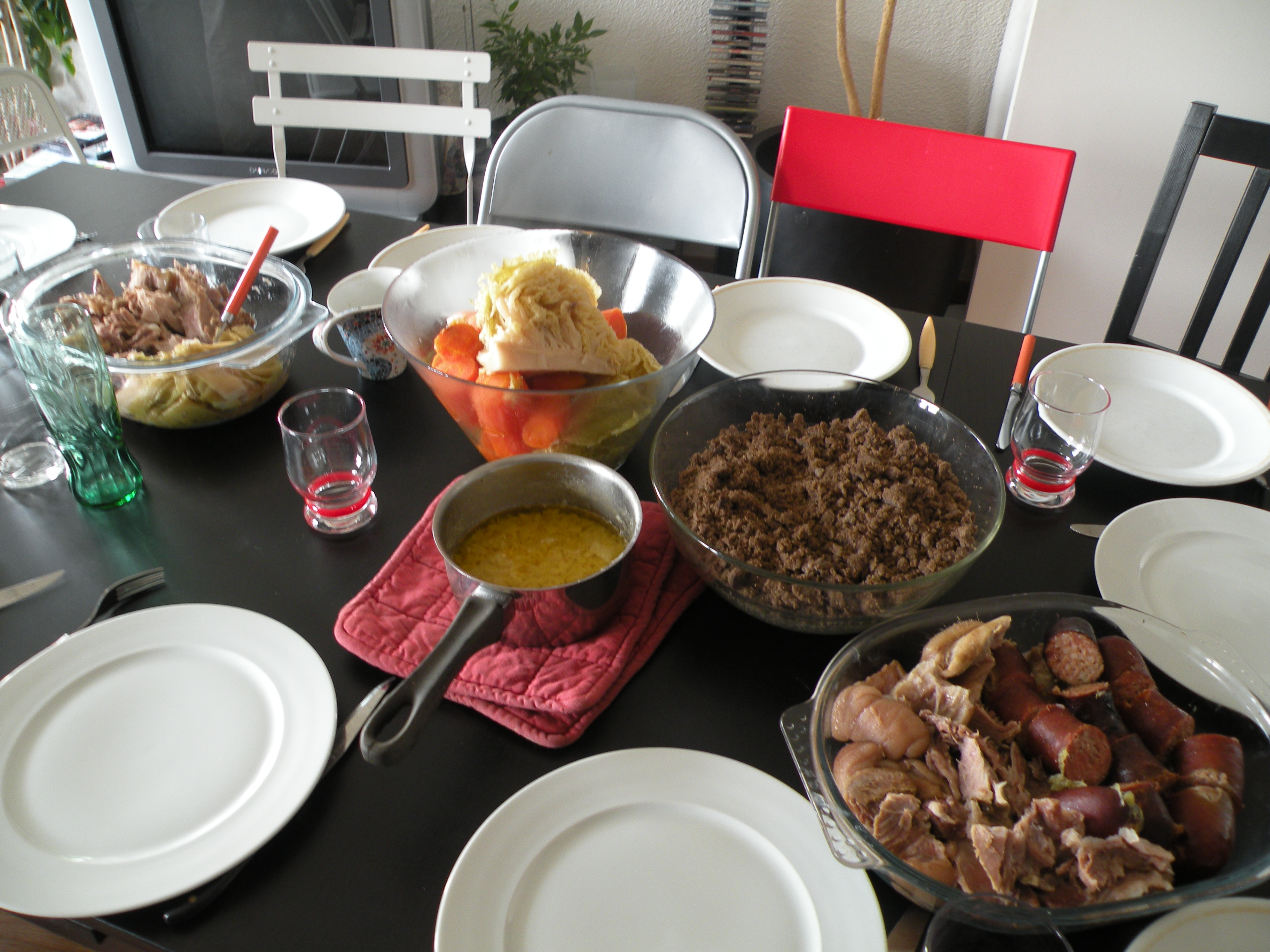
La sauce lipig entourée des plats de légumes et de viandes.

### Ustensiles
Les ustensiles traditionnels sont des cuillères en bois, des sacs à far à coutures extérieures ou le jañ koad, le support utilisé pour les remplir. Le musée du Léon à Lesneven conserve un exemplaire rare d'un plat en bois, intégrant un billot destiné à servir le lard, le drailhouer. La viande était disposée sur un billot central et le far réparti dans l'assiette autour.

## Histoire
Bien que de nombreuses traces palynologiques soient attestées pour l'époque antique et médiévale, le sarrasin ou blé noir, originaire d'Asie, apparaît dans les textes bretons et normands à partir de la fin du XVe siècle. Il va rapidement s'imposer dans les terres pauvres de la Bretagne intérieure. Sa croissance rapide (quatre mois) et un rendement important lui assurent le succès. Il remplace le froment pour l'alimentation et devient la céréale de base dans le Bas-Léon, « la partie de la Bretagne où l'on parle breton, vit de galettes de farine de blé noir » a écrit Stendhal. Ceci permet la commercialisation du froment et assure une certaine prospérité en Bretagne. En apportant à la population une alimentation correcte, le blé noir n'est probablement pas étranger à la poussée démographique bretonne du XIXe siècle.
Jusqu'à la Révolution, l'obligation d'utiliser les fours banaux et de payer les taxes restreint ce mode de cuisson, le far en sac restant ainsi le seul type de fars jusqu'au XIXe siècle. Dès 1732, Grégoire de Rostrenen, dans son dictionnaire, définit le mot fars comme « de la farce cuite en un sac dans la marmite pour manger avec de la viande à la manière de Léon ». Dans toutes les maisons du pays de Léon, on trouvait des sacs pour faire le far (leur réalisation en lin finement cousu, les coutures à l'extérieur, étaient au programme du cours ménager de Saint-Pol-de-Léon, avant de se marier). Dans certaines parties de la Cornouaille, on parle de farz poch ou de farz mañch, un far cuit dans une poche ou une vieille manche de chemise. La cuisson en sac est plus habituelle dans les îles ou dans les régions pauvres et déboisées. Claude Grassineau-Alasseur écrit dans l'ouvrage Briérons naguère : « On mangeait souvent en Brière, du grou, équivalent du kig ha farz breton ; aux légumes du pot-au-feu on ajoute un morceau de lard et une bouillie de blé noir qu'on met dans un petit sac en toile ; la cuisson achevée, cette bouillie fait masse et peut être coupée en tranches. ». Ce genre de mélanges cuits à l'intérieur d'une enveloppe est connu dans d'autres régions françaises (farcis du Poitou, farcidure du Limousin, farcement de Savoie (farçon à la tasque)) et en Europe (broeder, Jan-in-de-zak aux Pays-Bas).
Au milieu du XIXe siècle, l'essor légumier de l'économie agricole, grâce aux amendements marins, donne au far en sac sa forme actuelle. Le farz sac'h, cuit seul ou avec du lard, permet de nourrir les ouvriers agricoles, en particulier les journaliers que le paysan va embaucher chaque matin sur la place de Saint-Pol-de-Léon et qu'on appelle plasennerien, ceux de la place. Les légumes utilisés pour le kig ha farz dominical (bien souvent cuit le temps de la messe) proviennent du courtil, du liorzh, le jardin proche de la maison. Le repas du dimanche midi comprenait une soupe grasse (« an drusañ, ar gwellañ », plus c'est gras, meilleur c'est), la viande (jarret et exceptionnellement la viande de bœuf) et le far. Les restes permettaient de faire plusieurs autres repas : le bouillon servait à tremper la soupe de pain ou faire des soupes de farine, le far en tranches était revenu dans la graisse ou mieux dans le beurre (farz fritet). On servait les kig-ha-farz exceptionnels avec du lipig, une sauce préparée avec des oignons rosés de Roscoff fondus dans du beurre. Ce mot breton est associé au plaisir de manger et de manger gras : quelqu'un de gourmand était qualifié de bouche grasse, « beg lipous » ou de qui-lèche-sa-patte, « lip e baw », ce qui désigne aussi un gâteau dans le cap Sizun.
Ce plat « national » léonard permet à la population léonarde de se rassembler souvent, un moyen convivial de financer des activités ; en 1982, le kig ha farz de Plouescat rassembla plus d'un millier de convives. C'est dans le Léon que cette tradition culinaire demeure la plus vivante, bien que depuis les années 1970, le kig ha farz a tendance à se répandre au-delà de sa région léonarde d'origine. Ce sont les associations bretonnes, en particulier à Paris (cf. la crêperie-restaurant Ti Jos à Montparnasse) et dans les grandes villes, qui vont populariser un nom et une recette jusqu'alors familiale et localisée.
Ainsi, la popularisation du kig ha farz comme spécialité gastronomique bretonne s'inscrit dans une stratégie des acteurs publics et des acteurs du tourisme de promouvoir une identité touristique bretonne et un patrimoine gastronomique régional. Le même processus s'applique au kouign-amann, mais aussi aux crêpes et galettes, au lait ribot, etc.